# 1998 în film
- 1997 în cinematografie — 1998 în cinematografie — 1999 în cinematografie

## Premiere românești
- Dublu extaz, de Iulian Mihu - IMDB
- Terminus paradis, de Lucian Pintilie - IMDB
- Dolce far niente, de Nae Caranfil - IMDB
- The Shrunken City, de Ted Nicolaou - IMDB

Filme de scurt metraj
- Mariana, de Cristian Mungiu - Cinemagia
- Zăpada mieilor, de Călin Peter Netzer - IMDB

Documentar
- 13 - 19 iulie 1998, Craiova, Azilul de bătrâni, de Cristi Puiu - Cinemagia

## Filmele cu cele mai mari încasări
| #   | Titlu                        | Studio                                   | Încasări mondiale |
| --- | ---------------------------- | ---------------------------------------- | ----------------- |
| 1.  | Armageddon                   | Touchstone Pictures                      | $553,709,788      |
| 2.  | Saving Private Ryan          | DreamWorks Pictures / Paramount Pictures | $481,840,909      |
| 3.  | Godzilla                     | TriStar Pictures                         | $379,014,294      |
| 4.  | There's Something About Mary | 20th Century Fox                         | $369,884,651      |
| 5.  | A Bug's Life                 | Walt Disney Pictures / Pixar             | $363,398,565      |
| 6.  | Deep Impact                  | Paramount Pictures / DreamWorks Pictures | $349,464,664      |
| 7.  | Mulan                        | Walt Disney Pictures                     | $304,320,254      |
| 8.  | Dr. Dolittle                 | 20th Century Fox                         | $294,456,605      |
| 9.  | Shakespeare in Love          | Miramax Films / Universal Pictures       | $289,317,794      |
| 10. | Lethal Weapon 4              | Warner Bros.                             | $285,444,603      |

## Premii

### Oscar
- Cel mai bun film:
- Cel mai bun regizor:
- Cel mai bun actor:
- Cea mai bună actriță:
- Cel mai bun film străin:

Articol detaliat: Oscar 1998

### César
- Cel mai bun film:
- Cel mai bun actor:
- Cea mai bună actriță:
- Cel mai bun film străin:

Articol detaliat: Césars 1998

### BAFTA
- Cel mai bun film:
- Cel mai bun actor:
- Cea mai bună actriță:
- Cel mai bun film străin: